# Chachapoyas (tỉnh)
Tỉnh Chachapoyas (tiếng Tây Ban Nha: Provincia de Chachapoyas) là một tỉnh thuộc vùng Amazonas của Peru. Tỉnh Chachapoyas có diện tích 3312 km², dân số thời điểm theo điều tra dân số ngày 11 tháng 7 năm 1993 là 45058 người. Tỉnh lỵ đóng ở Chachapoyas.